# Хамелеонт Гераклейский
Хамелеонт Гераклейский (др.-греч. Χαμαιλέων ὁ ῾Ηρακλεώτης; ок. 350 до н. э., Гераклея Понтийская — ок. 250 до н. э. ) — древнегреческий философ и ученик Аристотеля. Последователь философской школы Перипатетики.

## Труды
Хамелеонт посвятил свои труды многим древним поэтам, таким как:
- Περί Ομήρου (О Гомере)
- Περί Ησιόδου (О Гесиоде)
- Περὶ Ἀνακρέοντος (О Анакреонт)
- Περὶ Σαπφοῦς (О Сапфо),
- Περὶ Σιμωνίδου (О Симониде)
- Περὶ Θεσπίδος (О Фесписе),
- Περὶ Αἰσχύλου (О Эсхиле),
- Περὶ Λάσου (О Ласе) ,
- Περὶ Πινδάρου (О Пиндаре),
- Περὶ Στησιχόρου (О Стесихоре).

Его исследовательская техника названная «методом Хамелеонта», заключалась в выводе биографических деталей из произведений самих авторов и даже из пародийных нападок драматургов. Он обильно использовал анекдоты и известные высказывания в своих биографиях.
Он написал сочинения «Об Илиаде» Гомера и «О комедии» (Περὶ τῆς ἀρχαίας κωμῳδία), цитируемые Афинеем. Трактат посвящён типам танцев комедийных хоров. В том же жанре этого трактата, находится его труд «О сатирической драме» (Περὶ σατύρων).
Хамелеонт также написал серьёзные  философские работы, такие как: « О богах» (Περὶ θεῶν), «Об удовольствии» (Περι ἡδονῆς, также приписываемое Теофрасту), «Протрептикон» (Προτρεπικόν) и «О пьянстве» (Περι μέθης).
Из всех его многочисленных работ, Афиней и другие древние писатели сохранили лишь несколько фрагментов. Они были собраны и опубликованы в 1856 году в Берлине немецким ученым Эрнстом Кёпке (нем. Ernst Köpke).